# Eisenholz

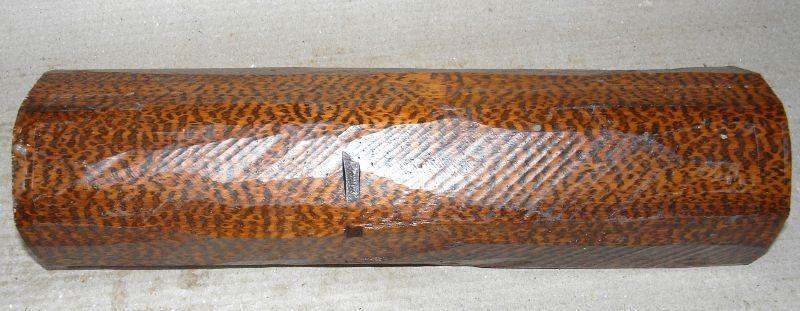
Schlangenholz von Brosimum guianense

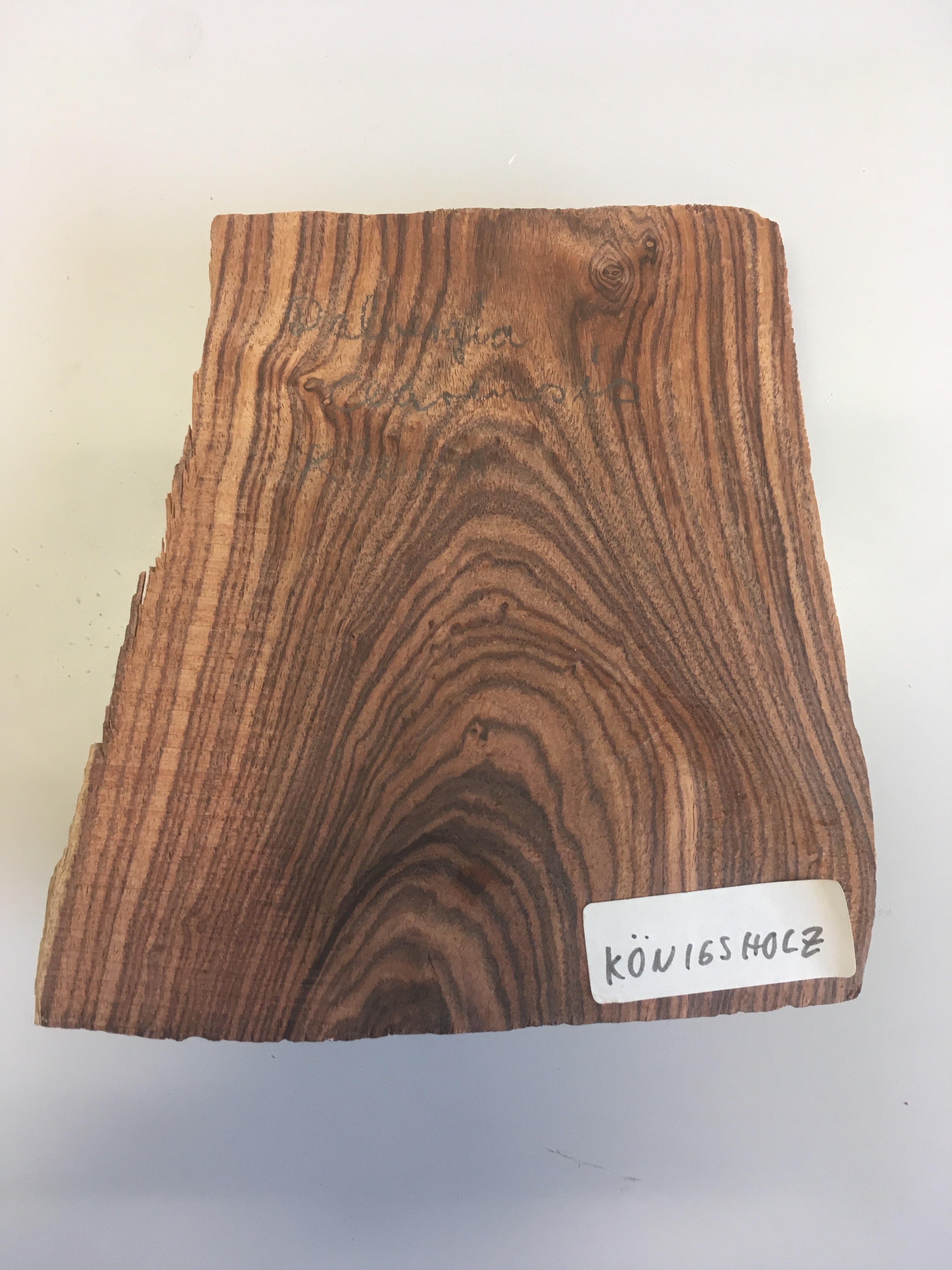
Königsholz von Dalbergia cearensis

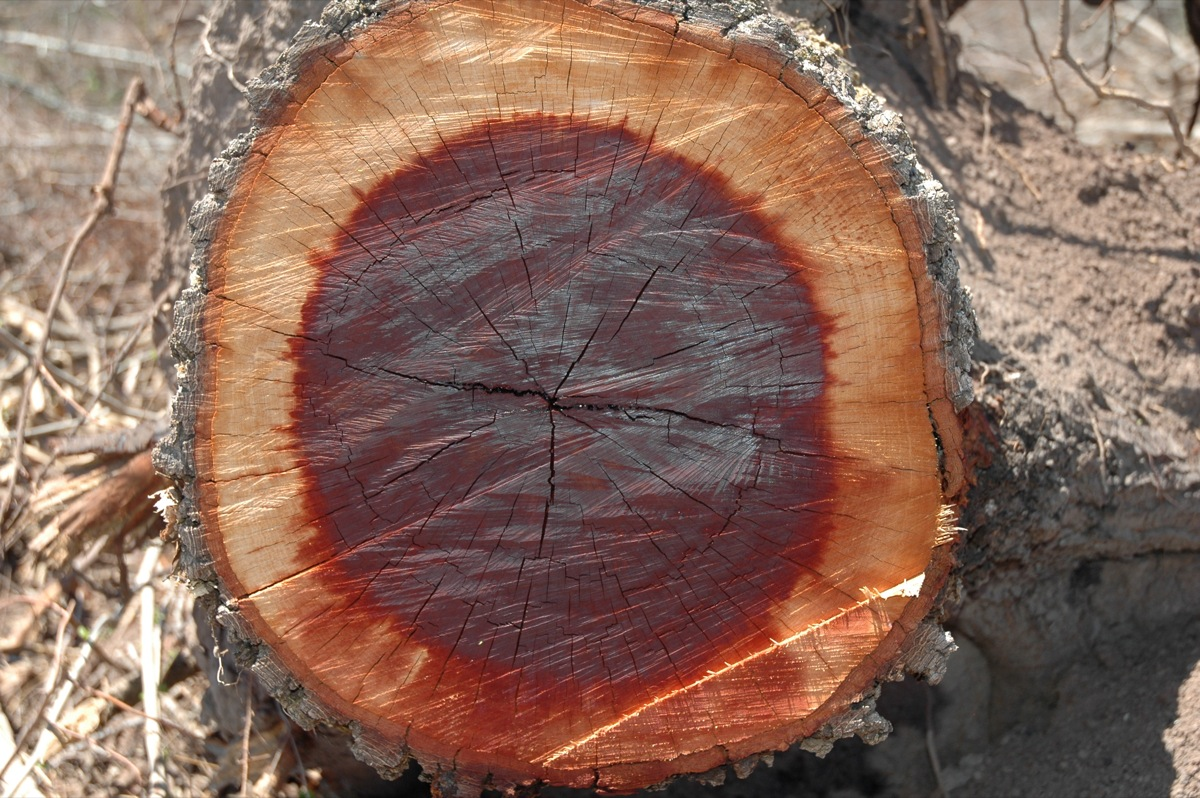
Quebracho-Holz von Schinopsis balansae

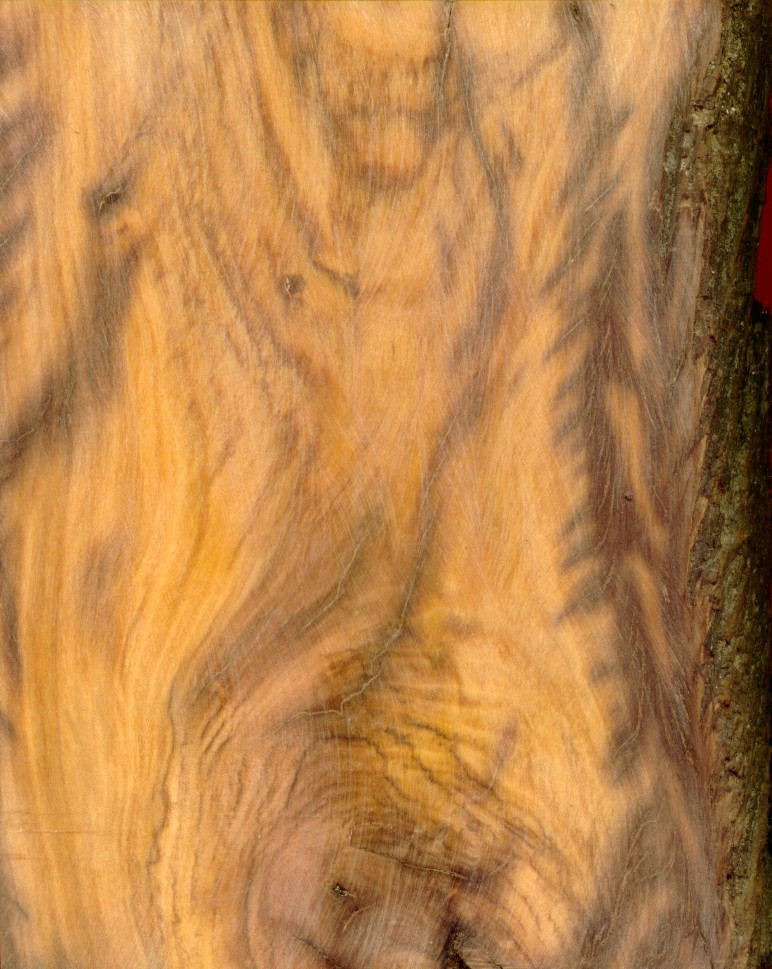
Holz von Olea capensis

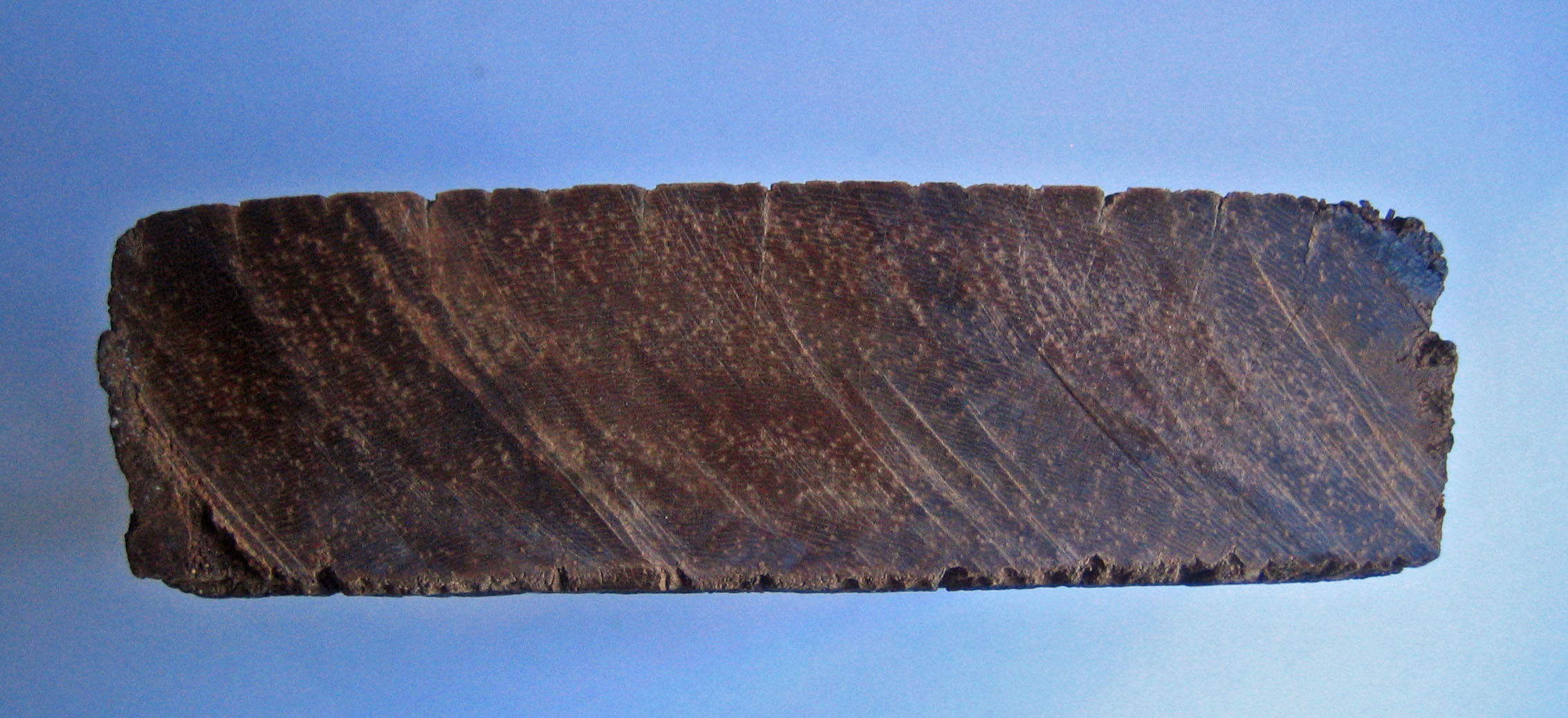
Schnitt durch Bongossi-Holz

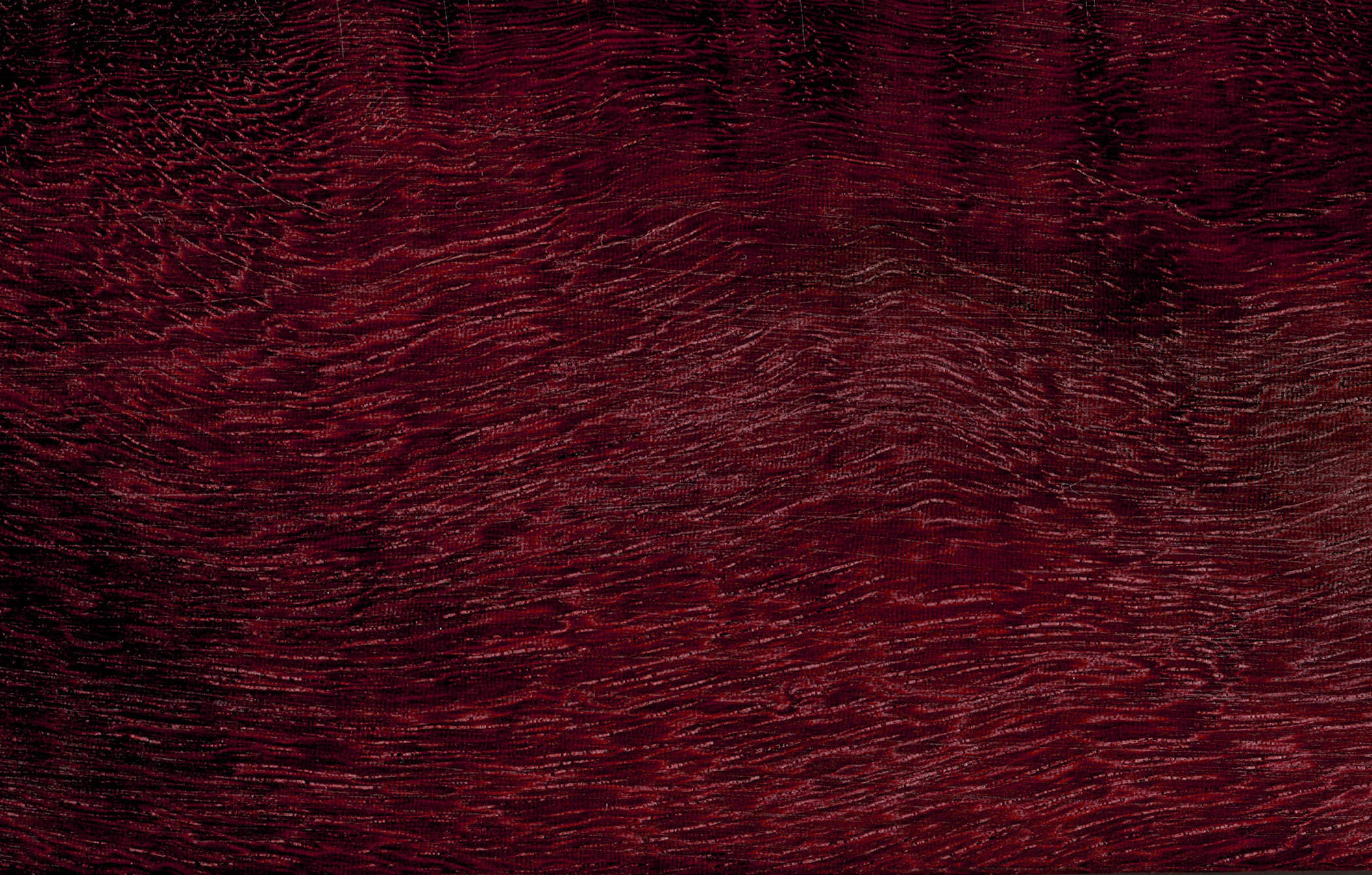
Katalox-Holz, Swartzia cubensis

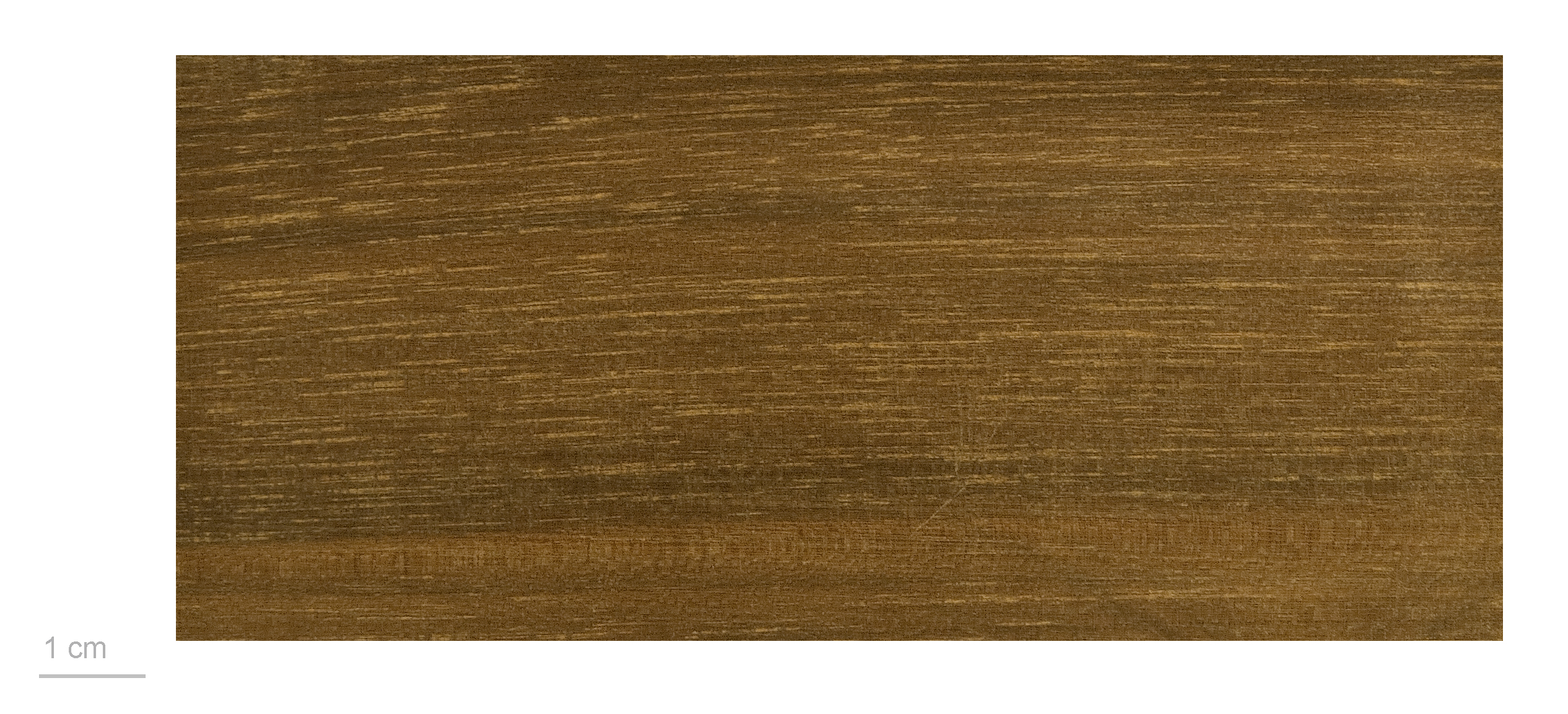
Massaranduba-Holz von Manilkara bidentata

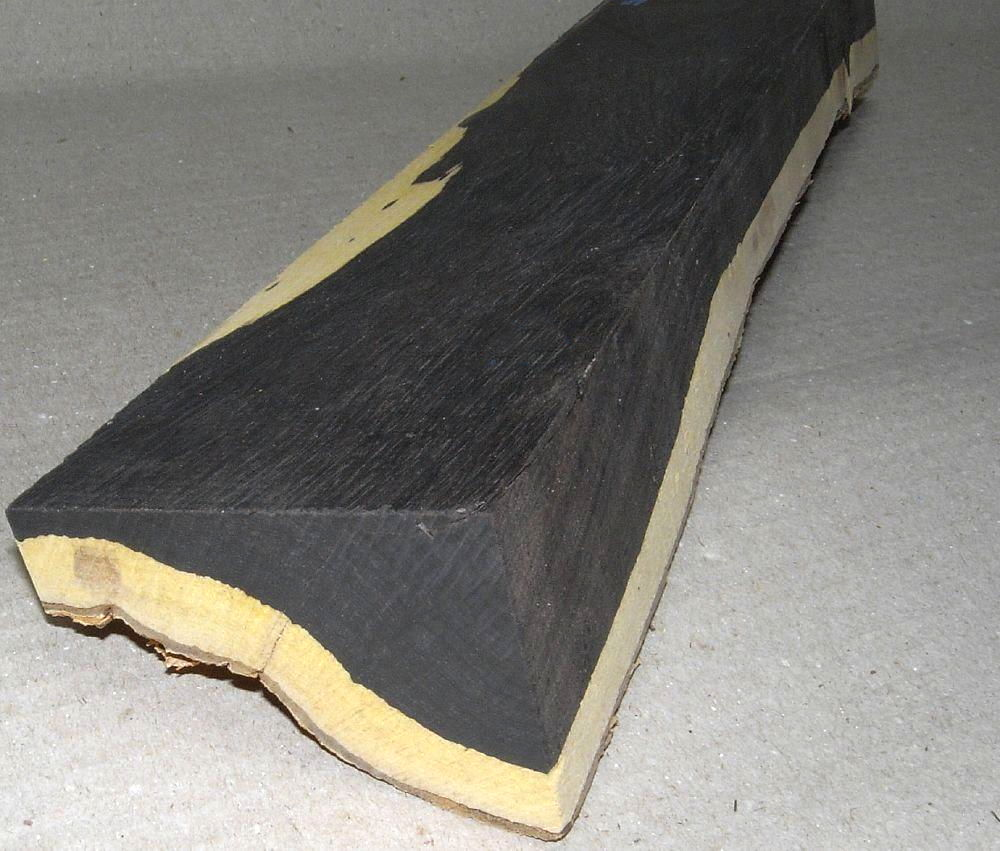
Afrikanisches Schwarzholz, Grenadill

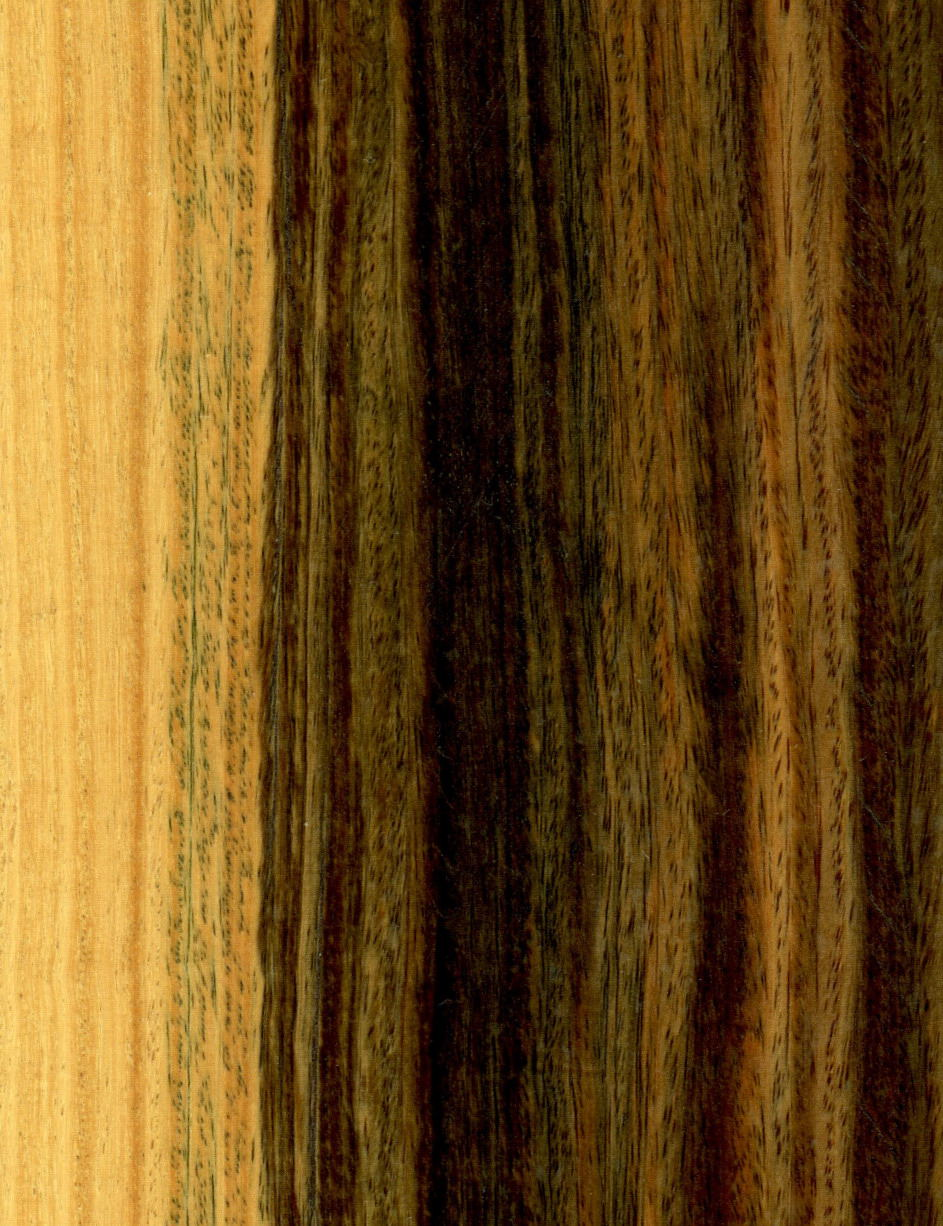
Veraholz von Bulnesia sarmientoi

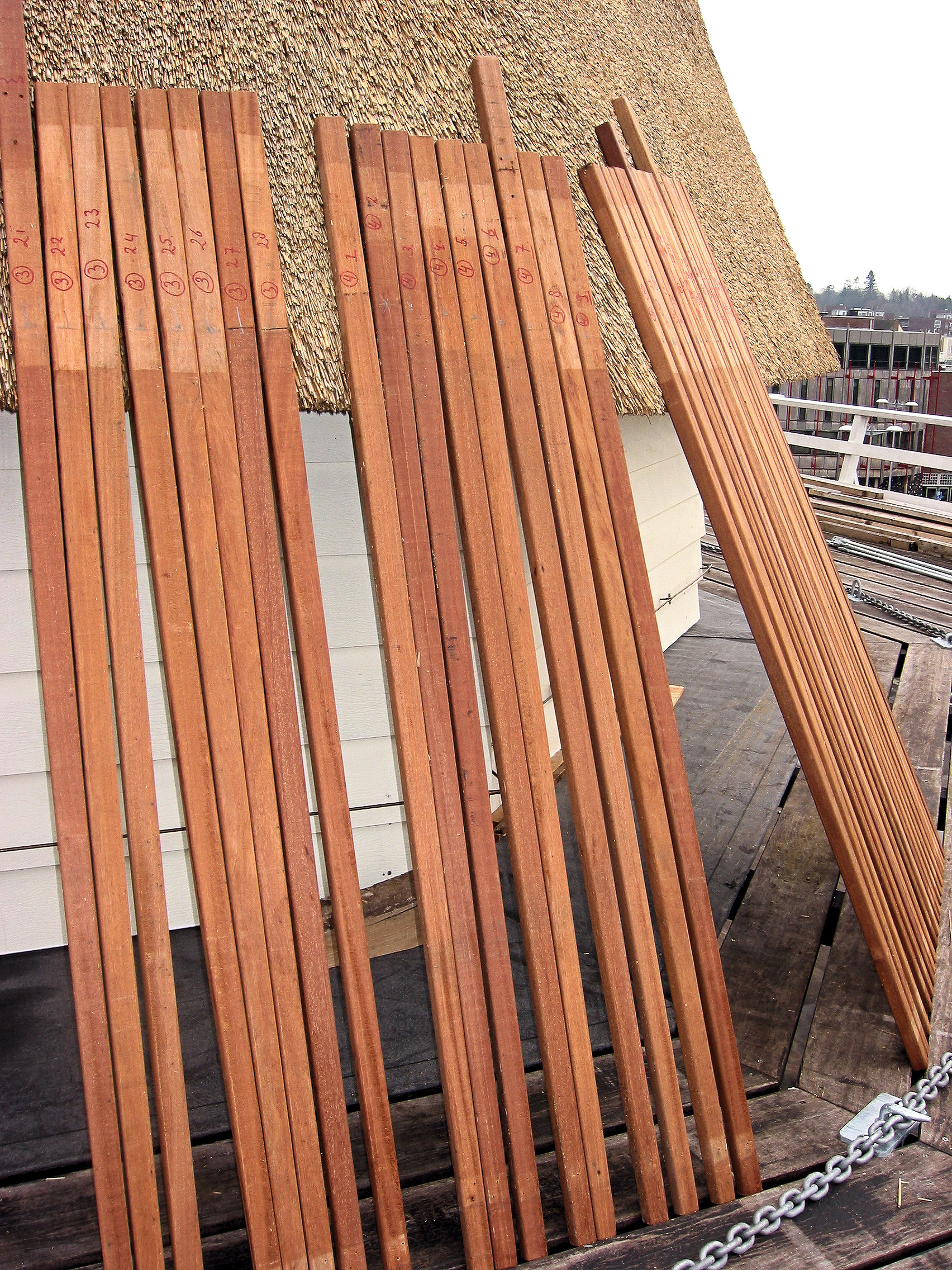
Holzlatten von Dinizia excelsa

Unter der Bezeichnung Eisenholz sind viele Baumarten vor allem der Tropen bekannt, deren Holz wegen seiner besonderen Härte geschätzt wird und das eine hohe Dichte aufweist. Die meisten Sorten verfügen über eine höhere Dichte als Wasser (1 g/cm³).
Eisenholz ist als Begriff unscharf und wird sowohl als Sammelbezeichnung als auch als Teil der Bezeichnung einzelner Holzarten verwendet.
Die Härte eines Holzes steigt in der Regel mit seiner Dichte an.
Hölzer mit einer Dichte größer 1 g/cm³ werden teilweise auch als Ultraharthölzer bezeichnet.
Härte und Dichte stehen nicht unbedingt in Zusammenhang mit der Dauerhaftigkeit gegenüber Pilzen und Fraßschädlingen, da auch die Porenstruktur und die Inhaltsstoffe des Holzes eine Rolle spielen.

## Verwendung und Eigenschaften
Verschleißfeste (und teilweise auch ölhaltige und somit selbstschmierende) Eisenholzarten wie z. B. Pockholz wurden traditionell zur Fertigung von technischen Bauteilen wie Gleitlagern eingesetzt.
Entscheidend für den technischen Einsatz ist neben der Härte des Holzes zum einen dessen Festigkeit, insbesondere die Splitterfestigkeit, und zum anderen die Standfestigkeit, also das Quellen und Schwinden unter Feuchteeinfluss, nachdem das Holz einmal getrocknet wurde.
Um die Rissbildung durch Quellen und Schwinden des Holzes zu vermeiden, wird empfohlen, die Hirnholz-Schnittflächen mit Wachs oder Weißleim zu bestreichen. Dadurch verlangsamt sich die Feuchtigkeitsaufnahme und -abgabe.
Dunkle Holzarten werden als farblicher Kontrast bei Intarsienarbeiten eingesetzt. Dichtes und schweres Holz lässt sich polieren und wird für verschiedene dekorative Zwecke eingesetzt, etwa zur Herstellung von Griffschalen für Messer und Schreibgeräte.
Die Klangeigenschaften des schweren und steifen Holzes werden bei der Herstellung von Teilen für verschiedene Musikinstrumente genutzt.
Die Bearbeitung des schweren und harten Holzes erfolgt bevorzugt mit hartmetallbestückten Werkzeugen, da die üblichen Werkzeugstähle schnell verschleißen.

## Holzarten
Oft ist mit Eisenholz in Deutschland Bongossi-Holz gemeint.
Beispiele von Hölzern, die traditionell als Eisenholz, bzw. englisch Ironwood, bezeichnet werden, obwohl ihre Dichte (knapp) unter der von Wasser liegt: Moabi, Afrikanisches Birnenholz (Baillonella toxisperma ) und Brasilianisches Olivenholz (Ocotea porosa).
Zu den schwersten Hölzern in Europa zählt das des langsam wachsenden Buchsbaums, das ebenfalls unter der Dichte von 1 bleibt.
Auch das Synonym des Arganbaums (Argania spinosa (L.) Skeels, Familie Sapotengewächse), Sideroxylon spinosum L. bedeutet „Dorniges Eisenholz“, obwohl das Holz nicht sehr schwer ist.

## Liste der als Eisenholz bezeichneten Holzarten
- Acacia bzw. Vachellia spp.; verschiedene Akazienhölzer, Waddywood (Acacia peuce), (Acacia pendula), (Acacia acuminata), (Acacia nigrescens), (Acacia cambagei), (Acacia polyacantha), Mulga (Acacia aneura), (Vachellia erioloba Syn.: Acacia erioloba), Yarran (Acacia homalophylla), (Acacia harpophylla) u. a.
- Amyris elemifera
- Archidendropsis basaltica (Syn.: Heliodendron basalticum)
- Astronium concinnum
- Backhousia spp.; (Backhousia hughesii),  (Backhousia myrtifolia)
- Bakau  (Rhizophora apiculata),  (Bruguiera gymnorhiza)
- Baphia kirkii
- Bauhinia carronii, Bauhinia hookeri
- Berchemia zeyheri
- Bergmahagoni (Cercocarpus spp.)
- Blutholz, Satine (Brosimum rubescens)
- Boonaree (Alectryon oleifolius)
- Borneo Eisenholz, Billian (Eusideroxylon zwageri) aus der Familie der Lorbeergewächse; der Gattungsname bedeutet „echtes Eisenholz“.
- Bocoa spp.; (Bocoa prouacensis)
- Bongossi, Azobé, Afrikanische Eiche (Lophira alata)
- Brasilianisches Eisenholz, Pau Ferro (Libidbia spp.), vormals Caesalpinia; (Libidibia ferrea) und Guayacan, Braunes Ebenholz (Libidibia paraguariensis), auch (Libidibia sclerocarpa), Ebano (Libidibia punctata) u. a.
- Bulnesia spp.; Veraholz, Argentinisches oder Paraguay Lignum Vitae (Bulnesia arborea) auch als Maracaibo Lignum Vitae, (Bulnesia sarmientoi)
- Buloke (Allocasuarina luehmannii)
- Burma Eisenholz (Xylia xylocarpa)
- Buxus macowanii
- Cadellia pentastylis
- Cantleya corniculata
- Cebil, Curupay, Kurupayra, Angico (Anadenanthera colubrina)
- Cemara, Belah Allocasuarina spp. vorher Casuarina spp.; (Casuarina junghuhniana), (Gymnostoma sumatranum Syn.: Casuarina sumatrana), (Casuarina cristata), (Allocasuarina torulosa), (Allocasuarina inophloia)[3]
- Ceriops tagal
- Cocobolo (Dalbergia retusa, Dalbergia granadillo)
- Chonta negra (Iriartea deltoidea), ein Palmengewächs
- Clavellin (Brownea herthae)
- Coccoloba pubescens
- Kokusholz, Jamaica Ebenholz, Granadillo(a) (Brya ebenus u. a.)
- Cumaru, Brasilianisches Teakholz (Dipteryx odorata oder Tonkabohnenbaum)
- Dimorphandra parviflora
- Dinizia excelsa
- Diphysa occidentalis
- Ebenholz (Diospyros spp.), ein paar Arten; (Diospyros rumphii), (Diospyros crassiflora), (Diospyros vera), (Diospyros lolin), (Diospyros celebica),  (Diospyros dendo), (Diospyros melanoxylon)
- Eremophila mitchellii
- Erythrophleum chlorostachys
- Erythroxylum pulchrum
- Esenbeckia berlandieri, Esenbeckia nesiotica
- Exellodendron cordatum
- Verschiedene Eukalypten, (Eucalyptus websteriana), (Eucalyptus whitei), (Eucalyptus orgadophylla), (Eucalyptus melliodora), (Eucalyptus yilgarnensis), (Eucalyptus albens), (Eucalyptus brassiana), (Eucalyptus siderophloia), Coolibah  (Eucalyptus coolabah, Eucalyptus microtheca) und einige andere (Eucalyptus salubris, Eucalyptus salmonophloia) etc.
- Giam Cotylelobium spp.
- Goniorrhachis marginata
- Grenadill, Afrikanisches Eisenholz, Afrikanisches Schwarzholz, Mpingo (Dalbergia melanoxylon)
- Grünherzholz (Chlorocardium rodiei)
- Guajak (Guaiacum spp.), Pockholz, Lignum Vitae
- Gymnanthes lucida
- Hopea odorata aus der Familie der Flügelfruchtgewächse, Symbol der thailändischen Provinz Pattani
- Hopea parviflora (Malabar, Ceylon ironwood) und einige andere (Hopea gregaria)
- Humbertia madagascariensis
- Ipe, oder Brasilianische Walnuss, Lapacho, (Handroanthus spp.) vormals Tabebuia spp.; (Handroanthus heptaphyllus, Handroanthus impetiginosus), auch Pau d’Arco (Handroanthus serratifolius), und (Handroanthus guayacan) u. a.
- Irvingia malayana
- Itin, Caranda (Prosopis kuntzei)
- Jacaranda do Campo (Machaerium acutifolium)
- Schachtelhalmblättrige Kasuarine (Casuarina equisetifolia)
- Königsholz, Violettholz (Dalbergia cearensis)
- Kauila (Alphitonia ponderosa)
- Kreosotbusch (Larrea tridentata)
- Laos Rosenholz, Burma Rosenholz, Burma Schwarzholz (Dalbergia cultrata)
- Leopardenholz, Yarran (Flindersia maculosa)
- (Lysiphyllum carronii), (Lysiphyllum hookerii)
- Malediven Eisenholz (Pemphis acidula)
- Manilkara spp.; (Manilkara mochisia), (Manilkara hexandra), (Manilkara chicle), (Manilkara kauki), Massaranduba, Surinam Eisenholz, Bulletwood (Manilkara bidentata, Manilkara longifolia u. a.), Sapodilla (Manilkara zapota)  u. a.
- Marmaroxylon racemosum
- Melanoxylon brauna
- Memecylon eduliforme, aus der kleinen Familie der Memecylaceae
- Arten aus der Gattung der Eisenhölzer (Metrosideros, Familie Myrtengewächse), das neuseeländische Südinsel-Eisenholz (Metrosideros umbellata), sowie  (Metrosideros robusta). (Xanthostemon verus Syn.: Metrosideros vera) gehört nun in eine andere Gattung, siehe unter Xanthostemon.
- Minquartia guianensis
- Mimosa tenuiflora
- Mopane, Mopani (Colophospermum mopane)
- Mora, Nato (Mora excelsa), (Mora gonggrijpii), (Mora oleifera)
- Mugga (Eucalyptus sideroxylon)
- Muirapixuna  (Chamaecrista scleroxylon)
- (Myroxylon balsamum), (Myroxylon peruiferum)
- Neoraputia magnifica
- Normanbya normanbyi
- Pau Brasil, Brasilholz, Pernambuco (Paubrasilia echinata Syn.: Caesalpinia echinata)
- Pau Rosa (Bobgunnia fistuloides, Bobgunnia madagascariensis)
- Pau Santo, Brasilianisches Schwarzherz (Zollernia spp.); (Zollernia ilicifolia), (Zollernia paraensis)
- Persischer Eisenholzbaum, Parrotie (Parrotia persica)
- Petalostigma quadriloculare
- Phylloxylon xylophylloides
- Pouteria eugeniifolia
- Quebracho-Holz von verschiedenen Schinopsis-Arten (Schinopsis brasiliensis, Schinopsis balansae, Schinopsis lorentzii) und (Aspidosperma quebracho-blanco)
- (Quercus skinneri), (Quercus lineata)
- Recchia mexicana
- Rotes Eisenholz (Reynosia septentrionalis, Reynosia latifolia) (Red Ironwood)
- Schlangenholz (Acacia xiphophylla), (Brosimum guianense) auch Letternholz, Muskatholz
- Schleichera oleosa
- Schwarzes Eisenholz oder (Schwarzes) Bleiholz (Krugiodendron ferreum) (Vahl) Urb., Familie Kreuzdorngewächse (Amerika); das Epitheton des Artnamens bedeutet „eisern“.
- Schwarzes Eisenholz (Olea capensis), (Olea woodiana), Olivenholz (Olea europaea)
- Soymida febrifuga
- Sri Lanka, Ceylon Eisenholz (Mesua ferrea)
- Swartzia spp.; (Wamara, Katalox, Yzerhart, Guyana oder Bastard Rosenholz): Eine artenreiche Gattung aus der Neotropis, zur Unterfamilie der Schmetterlingsblütler gehörend. (Swartzia bannia), (Swartzia panacoco), (Swartzia cubensis), (Swartzia benthamiana), (Swartzia leiocalycina), (Swartzia ingifolia), (Swartzia grandifolia) u. a.
- Sweetia fruticosa
- Tamarindus indica
- Tempisque (Sideroxylon capiri subsp. tempisque)
- Tristania
- Tristaniopsis spp.
- Vatica obscura
- Wawra, Bleiholz (Combretum imberbe), Mgurure (Combretum schumannii)
- Wüsteneisenholz (Olneya tesota), ebenfalls ein Schmetterlingsblütler
- Xanthostemon spp.; Lera, Lara (Xanthostemon verus), (Xanthostemon petiolatus), Philippinisches Eisenholz, Mangkono (Xanthostemon verdugonianus), (Xanthostemon whitei)
- Zygia selloi